# Puchar Dalekowschodni w narciarstwie alpejskim 2022/2023
Sezon 2022/2023 Pucharu Dalekowschodniego w narciarstwie alpejskim rozpoczął się 23 stycznia 2023 r. w japońskim Akan. Ostatnie zawody zostały rozegrane 3 marca tego samego roku w japońskim ośrodku narciarskim Sugadaira Kogen. Zorganizowano 14 startów dla kobiet i tyle samo dla mężczyzn.

## Puchar Dalekowschodni w narciarstwie alpejskim kobiet
Wśród kobiet Pucharu Dalekowsch. z sezonu 2020/2021 broniła Rosjanka Jekatierina Tkaczenko. Tym razem zwyciężyła reprezentantka Korei Płd. Gim So-hui.
W poszczególnych klasyfikacjach triumfowały:
- slalom:  Gim So-hui
- gigant:  Miki Ishibashi

## Puchar Dalekowschodni w narciarstwie alpejskim mężczyzn
Wśród mężczyzn Pucharu Dalekowschodniego z sezonu 2020/2021 bronił Czech Kryštof Krýzl. Tym razem zwyciężył reprezentant Japonii Seigo Katō.
W poszczególnych klasyfikacjach triumfowali:
- slalom:  Jung Dong-hyun
- gigant:  Seigo Katō